# Trismus (voilier)
 (mars 2020).
Si vous disposez d'ouvrages ou d'articles de référence ou si vous connaissez des sites web de qualité traitant du thème abordé ici, merci de compléter l'article en donnant les références utiles à sa vérifiabilité et en les liant à la section « Notes et références ».
Pour les articles homonymes, voir Trismus.
Trismus est le nom d'une série de dériveurs, gréés en cotres, dessinée par l'architecte naval Morgan Embroden. Le nom de la série est issue du premier bateau de Patrick Van God : un joshua, appelé Trismus, alors que le type de navire de cette série est inspiré d'un 32 pieds : le Teacher's pet. 
Il existe deux versions de tailles différentes en stratifié et une version en aluminium.

## Origine et conception
Le premier bateau de Patrick Van God était un Joshua, appelé Trismus. Pour son second bateau, il rédige un cahier des charges qui est mis en œuvre en 1974 par l'architecte naval californien Morgan Embroden. Ce dernier s'est inspiré de Teacher's pet, un 32 pieds qui avait gagné la Transpacifique dans sa classe en 1972. L'étude du 37 pieds a été réalisée au bassin de carènes de San Diego.

## Caractéristiques
Trismus est une classe de voilier de voyage de 37 pieds (11,20 m), de type dériveur lesté à faible tirant d'eau. Sa quille longue et peu profonde présente la particularité d'avoir une semelle large pour un échouage facile et pour servir en même temps de volume de réservoir de carburant et d'eau douce. La quille et les deux dérives en tandem (une dérive centrale classique et une dérive arrière plus petite manœuvrable depuis le cockpit) donnent une très bonne stabilité de route. Le premier modèle de la série était équipé d'un conservateur d'allure.

## Production
Patrick Van God et l'architecte Jean-Pierre Brouns avaient créé le Bureau d'études Trismus, pour permettre la diffusion des plans amateurs. Une dizaine de bateaux sont sortis du Chantier d'Herbignac (Loire-Atlantique), suivis de très nombreuses constructions amateurs.
Le Trismus 37' a eu un petit frère, le Trismus 32', également en stratifié, à la diffusion beaucoup plus confidentielle. Il a également été construit un Trismus 33' en aluminium par le chantier Aluminium et Techniques d'Isigny-sur-Mer (Calvados). Au total plus de 350 bateaux ont été construits.
Le concept du Trismus (dériveur lesté à 2 dérives) a donné lieu à une nombreuse filiation, où l'on peut citer :
- les Trisbal 36' (à bouchains vifs) et 34' (en forme, construction Chantiers Maritimes de Paimpol et Fécamp, au CMPF) ;
- le Trisfer 40' à bouchains vifs en acier ;
- le Triswood en bois moulé ;
- le Trisinox en acier inoxydable (1 seul exemplaire) ;
- les Trisalu 37' en aluminium (en forme), construction Chantier Maritime Des Aulnaies au Québec ;
- les VIA 36' (à bouchains vifs) et VIA42' (en forme), construction Chantiers Maritimes de Paimpol et Fécamp (CMPF), initialement nommés Trisplus (architecte J.L.Noir).